# خوسه لوئیس کاراسکو
خوسه لوئیس کاراسکو (اسپانیایی: José Luis Carrasco‎؛ زادهٔ ۲۷ آوریل ۱۹۸۲) دوچرخه‌سوار اهل اسپانیا است. وی در مسابقات جیرو دیتالیا شرکت کرده است.